# Ylä-Venäänjärvi
Ylä-Venäänjärvi är en sjö i kommunen Sonkajärvi i landskapet Norra Savolax i Finland. Den är 8,1 meter djup. Arean är 35 hektar och strandlinjen är 3,08 kilometer lång. Sjön  ingår i Vuoksens huvudavrinningsområde.   Den ligger omkring 100 kilometer norr om Kuopio och omkring 420 kilometer norr om Helsingfors. 
I sjön finns ön Ukkoluoto. 